# Seznam vítězů mužské dvouhry ve Wimbledonu
Seznam vítězů mužské dvouhry ve Wimbledonu uvádí přehled šampionů mužské singlové soutěže ve Wimbledonu, nejstaršího tenisového turnaje na světě.
Wimbledon představuje tenisový Grand Slam, každoročně hraný na přelomu června a července. Premiérový ročník se odehrál v roce 1877. Ženská dvouhra se na něm poprvé konala roku 1884. Turnaj probíhá na otevřených travnatých dvorcích areálu All England Lawn Tennis and Croquet Club v londýnské části Wimbledon.
Kvalifikace mužské dvouhry se účastní sto dvacet osm tenistů. Šestnáct z nich postupuje řádně do hlavní soutěže, která se hraje vyřazovacím systémem na tři vítězné sety. V pavouku je sto dvacet osm hráčů, od roku 2001 s třiceti dvěma nasazenými. V roce 1971 byl zaveden tiebreak, jenž se od sezóny 2019 začal hrát i v páté rozhodující sadě. Od roku 2022 má charakter supertiebreaku do 10 bodů.

## Historie
Wimbledon je jedním ze čtyř Grand Slamů tenisové sezóny, probíhající poslední červnový a první červencový týden. Od roku 1987 je opět třetím majorem sezóny a od roku 1988 jediným, který se koná na travnatých dvorcích. Mezi lety 1915–1918 a 1940–1945 se nekonal v důsledku dvou světových válek. V roce 2020 byl jako jediný z grandslamů zrušen kvůli pandemii covidu-19.

### Herní formát

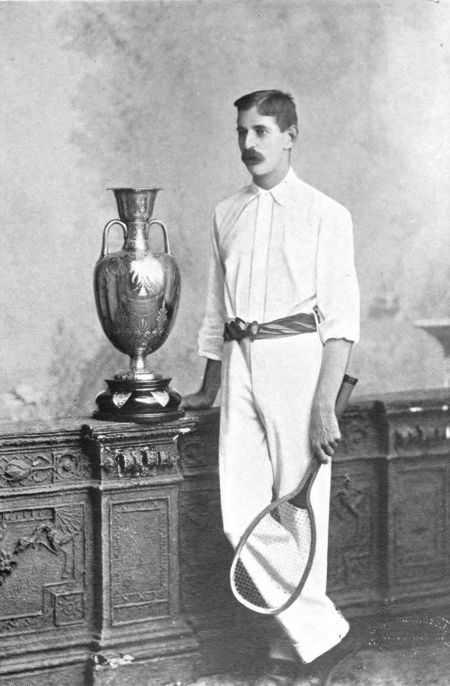
Dvojnásobný vítěz Joshua Pim

Od premiérového ročníku 1877 prošla wimbledonská pravidla mužské dvouhry několika změnami. V letech 1877–1921 byl uplatněn systém kvalifikačního turnaje – tzv. All Comers' Singles, do nějž nastupovali všichni tenisté vyjma obhájce titulu. Ten pak sehrál s vítězem kvalifikace tzv. vyzývací finále (challenge round), kdy v celém turnaji odehrál jediný zápas. V případě absence obhájce se vyzývací finále nehrálo a trofej připadla vítězi kvalifikační soutěže. Tato varianta nastala šestkrát v letech  1879, 1887, 1891, 1895, 1907 a 1908. Systém vyzývacího finále organizátoři opustili v roce 1921 a od následujícího ročníku se z obhájců titulu stali řadoví účastnící nastupující do prvního kola. Nasazování bylo zavedeno v roce 1927. 
Od prvního ročníku se utkání hrají na tři vítězné sety. Mezi lety 1877–1883 připadly sety za stavu gamů 5–5 vítězi následující hry, vyjma finále kvalifikačního turnaje a vyzývacího finále, kde pro výhru bylo třeba dosáhnout dvougamového rozdílu. Mezi roky 1884–1970 byl ve všech sadách praktikován formát nutnosti zisku rozdílu dvou her. V sezóně 1971 byl zaveden standardní tiebreak, v němž hráč musel získat alespoň sedm míčů při minimálním dvoubodovém rozdílu. V sezónách 1971–1978 byla zkrácená hra uplatňována až za stavu 8–8 na gamy. Od roku 1979 se konala při poměru her 6–6. Do roku 2019 nebyl tiebreak hrán v rozhodujícím setu. Kvůli nadměrné délce zápasů však byl do páté sady zařazen za stavu her 12–12. Se sjednocením ukončení rozhodujících setů na všech grandslamech ze strany ITF byla v roce 2022  za stavu 6–6 na gamy implementována zkrácená hra do 10 bodů s dvoubodovým rozdílem.

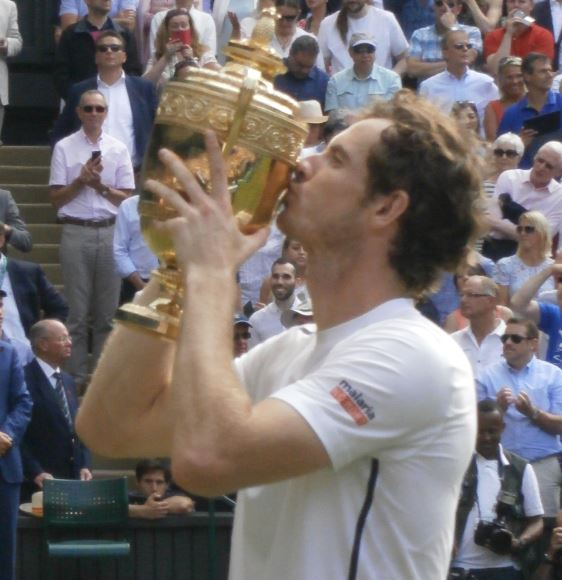
Dvojnásobný vítěz Andy Murray

### Pohár pro vítěze
Vítěz získává putovní pohár „Gentlemen's Singles Trophy“ udělovaný od roku 1887, jenž nahradil předchozí poháry „Field Cup“ (1877–1883) a „Challenge Cup“ (1884–1886). Vyryta jsou na něm jména všech šampionů. Od roku 1949 si vítěz odváží ¾ repliku z pozlaceného stříbra.

### Rekordy
V rané fázi amatérské éry, se systémem vyzývacího finále, vytvořil rekord sedmi tituly Brit William Renshaw (1881–1886, 1889). Z toho však pouze dvakrát prošel celou soutěží od prvního kola. Jako jediný dokázal ovládnout šest ročníků v řadě. Po zrušení vyzývacího finále si stále v amatérském období (1922–1967) odvezl nejvyšší počet tří trofejí Brit Fred Perry (1934–1936), a to bez přerušení. 
Po otevření grandslamu profesionálům v roce 1968 získal rekordní počet osmi titulů Švýcar Roger Federer (2003–2007, 2009, 2012, 2017), který se Švédem Björnem Borgem (1976–1980) sdílí rekordní zápis v počtu pěti triumfů v řadě. V letech 2003–2009 se Federer probojoval do sedmi finále za sebou, čímž překonal šest účastí Borga z ročníků 1976–1981. Švýcar se také objevil v nejvyšším počtu dvanácti finále. Švéd drží rekordní šňůru 41 zápasové neporazitelnosti. Bez ztráty setu turnajem v otevřené éře prošli pouze Borg (1976) a Federer (2017).

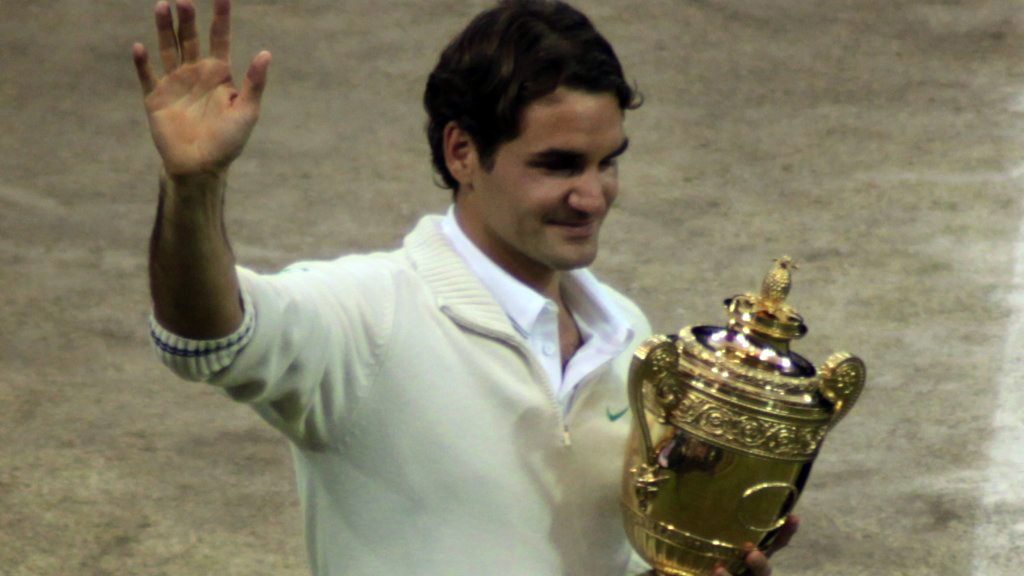
Osminásobný vítěz Roger Federer

Nejmladším šampionem se v roce 1985 stal Němec Boris Becker, když zvítězil ve věku 17 let a 7 měsíců. Jako nejstarší se do statistik zapsal Brit Arthur Gore, který ovládl ročník 1909 ve věku 41 let a 6 měsíců. Druhým v pořadí je 37letý Bill Tilden, jenž triumfoval v roce 1930. V open éře se nejstarším šampionem stal v ročníku 2017 Roger Federer, jemuž bylo 35 let a 342 dní. Nejstarším finalistou v tomto období je Australan Ken Rosewall. O titul si zahrál ve Wimbledonu 1974, kdy mu bylo 39 let a 246 dní. Jedinými nenasazenými šampiony, od počátku nasazování v roce 1927, jsou Boris Becker (1985) s Chorvatem Goranem Ivaniševićem, který v roce 2001  jako jediný ovládl grandslamovou dvouhru z pozice hráče na divokou kartu i jako nejníže postavený, 125. tenista žebříčku ATP.

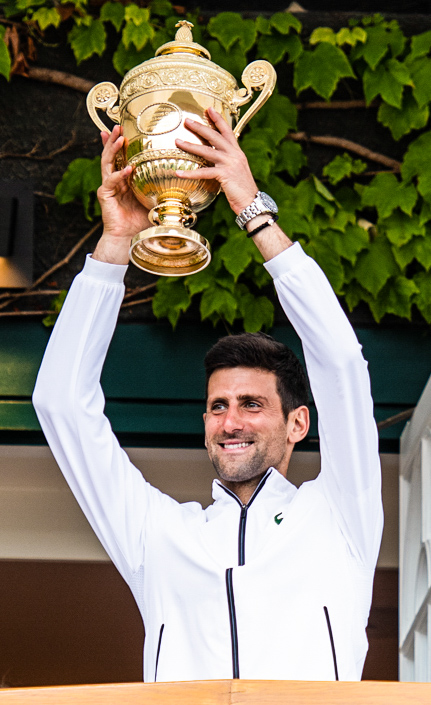
Sedminásobný vítěz Novak Djoković

Nejkratší fínále se konalo v roce 1881. William Renshaw v něm za 36 minut ztratil pouze dva gamy s Johnem Hartleym. Naopak nejdelší se stala pětisetová bitva v roce 2019, v níž Srb Novak Djoković zdolal Federera po odvrácení dvou mečbolů až v tiebreaku páté sady hrané za stavu gamů 12–12. Celková délka 4 hodiny a 57 minut o devět minut překonala předchozí rekord mezi Federerem a Nadalem z roku 2008. V amatérské éře, do roku 1967, připadl primát nejdelšího finále duelu mezi Drobným a Rosewallem z roku 1954, s délkou 2 hodin a 35 minut.
Levorukými šampiony se stali Norman Brookes, Jaroslav Drobný, Neale Fraser, Rod Laver, Jimmy Connors, John McEnroe, Goran Ivanišević a Rafael Nadal. Všechny tři soutěže (dvouhru, čtyřhru a mix) v jediném ročníku vyhráli Američané Don Budge (1937, 1938) a Bobby Riggs (1939) a Australan Frank Sedgman (1952).

### Dominantní tenisté bez titulu
Za nejlepší tenisty světa v průběhu dvacátého století, kteří ve Wimbledonu nikdy nezvítězili byli považování trojnásobný finalista Gottfried von Cramm ve 30. letech, čtyřnásobný finalista Ken Rosewall v 50.–60. letech a dvojnásobný finalista Ivan Lendl v 80. letech.

## Přehled finále
| Legenda éry vyzývacího finále (1878–1921)              |
| ------------------------------------------------------ |
| vítěz kvalifikačního turnaje a vítěz vyzývacího finále |
| obhájce trofeje a vítěz vyzývacího finále              |
| vítěz kvalifikačního turnaje, vyzývací finále nehráno  |

### Amatérská éra
| Amatérská éra (1877–1967) | Amatérská éra (1877–1967) | Amatérská éra (1877–1967)   | Amatérská éra (1877–1967) |
| Rok                       | vítěz                     | poražený finalista          | výsledek                  |
| ------------------------- | ------------------------- | --------------------------- | ------------------------- |
| 1877                      | Spencer Gore (BRI)        | William Marshall (BRI)      | 6–1, 6–2, 6–4             |
| 1878                      | Frank Hadow (BRI)         | Spencer Gore (BRI)          | 7–5, 6–1, 9–7             |
| 1879                      | John Hartley (BRI)        | Vere St. Leger Goold (BRI)  | 6–2, 6–4, 6–2             |
| 1880                      | John Hartley (BRI)        | Herbert Lawford (BRI)       | 6–3, 6–2, 2–6, 6–3        |
| 1881                      | William Renshaw (BRI)     | John Hartley (BRI)          | 6–0, 6–1, 6–1             |
| 1882                      | William Renshaw (BRI)     | Ernest Renshaw (BRI)        | 6–1, 2–6, 4–6, 6–2, 6–2   |
| 1883                      | William Renshaw (BRI)     | Ernest Renshaw (BRI)        | 2–6, 6–3, 6–3, 4–6, 6–3   |
| 1884                      | William Renshaw (BRI)     | Herbert Lawford (BRI)       | 6–0, 6–4, 9–7             |
| 1885                      | William Renshaw (BRI)     | Herbert Lawford (BRI)       | 7–5, 6–2, 4–6, 7–5        |
| 1886                      | William Renshaw (BRI)     | Herbert Lawford (BRI)       | 6–0, 5–7, 6–3, 6–4        |
| 1887                      | Herbert Lawford (BRI)     | Ernest Renshaw (BRI)        | 1–6, 6–3, 3–6, 6–4, 6–4   |
| 1888                      | Ernest Renshaw (BRI)      | Herbert Lawford (BRI)       | 6–3, 7–5, 6–0             |
| 1889                      | William Renshaw (BRI)     | Ernest Renshaw (BRI)        | 6–4, 6–1, 3–6, 6–0        |
| 1890                      | Willoughby Hamilton (BRI) | William Renshaw (BRI)       | 6–8, 6–2, 3–6, 6–1, 6–1   |
| 1891                      | Wilfred Baddeley (BRI)    | Joshua Pim (BRI)            | 6–4, 1–6, 7–5, 6–0        |
| 1892                      | Wilfred Baddeley (BRI)    | Joshua Pim (BRI)            | 4–6, 6–3, 6–3, 6–2        |
| 1893                      | Joshua Pim (BRI)          | Wilfred Baddeley (BRI)      | 3–6, 6–1, 6–3, 6–2        |
| 1894                      | Joshua Pim (BRI)          | Wilfred Baddeley (BRI)      | 10–8, 6–2, 8–6            |
| 1895                      | Wilfred Baddeley (BRI)    | Wilberforce Eaves (BRI)     | 4–6, 2–6, 8–6, 6–2, 6–3   |
| 1896                      | Harold Mahony (BRI)       | Wilfred Baddeley (BRI)      | 6–2, 6–8, 5–7, 8–6, 6–3   |
| 1897                      | Reginald Doherty (BRI)    | Harold Mahony (BRI)         | 6–4, 6–4, 6–3             |
| 1898                      | Reginald Doherty (BRI)    | Laurence Doherty (BRI)      | 6–3, 6–3, 2–6, 5–7, 6–1   |
| 1899                      | Reginald Doherty (BRI)    | Arthur Gore (BRI)           | 1–6, 4–6, 6–3, 6–3, 6–3   |
| 1900                      | Reginald Doherty (BRI)    | Sydney Smith (BRI)          | 6–8, 6–3, 6–1, 6–2        |
| 1901                      | Arthur Gore (BRI)         | Reginald Doherty (BRI)      | 4–6, 7–5, 6–4, 6–4        |
| 1902                      | Laurence Doherty (BRI)    | Arthur Gore (BRI)           | 6–4, 6–3, 3–6, 6–0        |
| 1903                      | Laurence Doherty (BRI)    | Frank Riseley (BRI)         | 7–5, 6–3, 6–0             |
| 1904                      | Laurence Doherty (BRI)    | Frank Riseley (BRI)         | 6–1, 7–5, 8–6             |
| 1905                      | Laurence Doherty (BRI)    | Norman Brookes (AUS)        | 8–6, 6–2, 6–4             |
| 1906                      | Laurence Doherty (BRI)    | Frank Riseley (BRI)         | 6–4, 4–6, 6–2, 6–3        |
| 1907                      | Norman Brookes (AUS)      | Arthur Gore (BRI)           | 6–4, 6–2, 6–2             |
| 1908                      | Arthur Gore (BRI)         | Herbert Roper Barrett (BRI) | 6–3, 6–2, 4–6, 3–6, 6–4   |
| 1909                      | Arthur Gore (BRI)         | Major Ritchie (BRI)         | 6–8, 1–6, 6–2, 6–2, 6–2   |
| 1910                      | Anthony Wilding (NZL)     | Arthur Gore (BRI)           | 6–4, 7–5, 4–6, 6–2        |
| 1911                      | Anthony Wilding (NZL)     | Herbert Roper Barrett (BRI) | 6–4, 4–6, 2–6, 6–2skreč   |
| 1912                      | Anthony Wilding (NZL)     | Arthur Gore (BRI)           | 6–4, 6–4, 4–6, 6–4        |
| 1913                      | Anthony Wilding (NZL)     | Maurice McLoughlin (USA)    | 8–6, 6–3, 10–8            |
| 1914                      | Norman Brookes (AUS)      | Anthony Wilding (NZL)       | 6–4, 6–4, 7–5             |
| 1915                      | nehráno                   | nehráno                     | nehráno                   |
| 1916                      | nehráno                   | nehráno                     | nehráno                   |
| 1917                      | nehráno                   | nehráno                     | nehráno                   |
| 1918                      | nehráno                   | nehráno                     | nehráno                   |
| 1919                      | Gerald Patterson (AUS)    | Norman Brookes (AUS)        | 6–3, 7–5, 6–2             |
| 1920                      | Bill Tilden (USA)         | Gerald Patterson (AUS)      | 2–6, 6–3, 6–2, 6–4        |
| 1921                      | Bill Tilden (USA)         | Brian Norton (JAU)          | 4–6, 2–6, 6–1, 6–0, 7–5   |
| 1922                      | Gerald Patterson (AUS)    | Randolph Lycett (GBR)       | 6–3, 6–4, 6–2             |
| 1923                      | Bill Johnston (USA)       | Francis Hunter (USA)        | 6–0, 6–3, 6–1             |
| 1924                      | Jean Borotra (FRA)        | René Lacoste (FRA)          | 6–1, 3–6, 6–1, 3–6, 6–4   |
| 1925                      | René Lacoste (FRA)        | Jean Borotra (FRA)          | 6–3, 6–3, 4–6, 8–6        |
| 1926                      | Jean Borotra (FRA)        | Howard Kinsey (USA)         | 8–6, 6–1, 6–3             |
| 1927                      | Henri Cochet (FRA)        | Jean Borotra (FRA)          | 4–6, 4–6, 6–3, 6–4, 7–5   |
| 1928                      | René Lacoste (FRA)        | Henri Cochet (FRA)          | 6–1, 4–6, 6–4, 6–2        |
| 1929                      | Henri Cochet (FRA)        | Jean Borotra (FRA)          | 6–4, 6–3, 6–4             |
| 1930                      | Bill Tilden (USA)         | Wilmer Allison (USA)        | 6–3, 9–7, 6–4             |
| 1931                      | Sidney Wood (USA)         | Frank Shields (USA)         | bez boje                  |
| 1932                      | Ellsworth Vines (USA)     | Bunny Austin (GBR)          | 6–4, 6–2, 6–0             |
| 1933                      | Jack Crawford (AUS)       | Ellsworth Vines (USA)       | 4–6, 11–9, 6–2, 2–6, 6–4  |
| 1934                      | Fred Perry (GBR)          | Jack Crawford (AUS)         | 6–3, 6–0, 7–5             |
| 1935                      | Fred Perry (GBR)          | Gottfried von Cramm (GER)   | 6–2, 6–4, 6–4             |
| 1936                      | Fred Perry (GBR)          | Gottfried von Cramm (GER)   | 6–1, 6–1, 6–0             |
| 1937                      | Don Budge (USA)           | Gottfried von Cramm (GER)   | 6–3, 6–4, 6–2             |
| 1938                      | Don Budge (USA)           | Bunny Austin (GBR)          | 6–1, 6–0, 6–3             |
| 1939                      | Bobby Riggs (USA)         | Elwood Cooke (USA)          | 2–6, 8–6, 3–6, 6–3, 6–2   |
| 1940                      | nehráno                   | nehráno                     | nehráno                   |
| 1941                      | nehráno                   | nehráno                     | nehráno                   |
| 1942                      | nehráno                   | nehráno                     | nehráno                   |
| 1943                      | nehráno                   | nehráno                     | nehráno                   |
| 1944                      | nehráno                   | nehráno                     | nehráno                   |
| 1945                      | nehráno                   | nehráno                     | nehráno                   |
| 1946                      | Yvon Petra (FRA)          | Geoff Brown (AUS)           | 6–2, 6–4, 7–9, 5–7, 6–4   |
| 1947                      | Jack Kramer (USA)         | Tom Brown (USA)             | 6–1, 6–3, 6–2             |
| 1948                      | Bob Falkenburg (USA)      | John Bromwich (AUS)         | 7–5, 0–6, 6–2, 3–6, 7–5   |
| 1949                      | Ted Schroeder (USA)       | Jaroslav Drobný (TCH)       | 3–6, 6–0, 6–3, 4–6, 6–4   |
| 1950                      | Budge Patty (USA)         | Frank Sedgman (AUS)         | 6–1, 8–10, 6–2, 6–3       |
| 1951                      | Dick Savitt (USA)         | Ken McGregor (AUS)          | 6–4, 6–4, 6–4             |
| 1952                      | Frank Sedgman (AUS)       | Jaroslav Drobný (EGY)       | 4–6, 6–2, 6–3, 6–2        |
| 1953                      | Vic Seixas (USA)          | Kurt Nielsen (DEN)          | 9–7, 6–3, 6–4             |
| 1954                      | Jaroslav Drobný (EGY)     | Ken Rosewall (AUS)          | 13–11, 4–6, 6–2, 9–7      |
| 1955                      | Tony Trabert (USA)        | Kurt Nielsen (DEN)          | 6–3, 7–5, 6–1             |
| 1956                      | Lew Hoad (AUS)            | Ken Rosewall (AUS)          | 6–2, 4–6, 7–5, 6–4        |
| 1957                      | Lew Hoad (AUS)            | Ashley Cooper (AUS)         | 6–2, 6–1, 6–2             |
| 1958                      | Ashley Cooper (AUS)       | Neale Fraser (AUS)          | 3–6, 6–3, 6–4, 13–11      |
| 1959                      | Alex Olmedo (USA)         | Rod Laver (AUS)             | 6–4, 6–3, 6–4             |
| 1960                      | Neale Fraser (AUS)        | Rod Laver (AUS)             | 6–4, 3–6, 9–7, 7–5        |
| 1961                      | Rod Laver (AUS)           | Chuck McKinley (USA)        | 6–3, 6–1, 6–4             |
| 1962                      | Rod Laver (AUS)           | Martin Mulligan (AUS)       | 6–2, 6–2, 6–1             |
| 1963                      | Chuck McKinley (USA)      | Fred Stolle (AUS)           | 9–7, 6–1, 6–4             |
| 1964                      | Roy Emerson (AUS)         | Fred Stolle (AUS)           | 6–4, 12–10, 4–6, 6–3      |
| 1965                      | Roy Emerson (AUS)         | Fred Stolle (AUS)           | 6–2, 6–4, 6–4             |
| 1966                      | Manuel Santana (ESP)      | Dennis Ralston (USA)        | 6–4, 11–9, 6–4            |
| 1967                      | John Newcombe (AUS)       | Wilhelm Bungert (FRG)       | 6–3, 6–1, 6–1             |

### Otevřená éra
| Otevřená éra (od 1968) | Otevřená éra (od 1968)            | Otevřená éra (od 1968)            | Otevřená éra (od 1968)                   |
| Rok                    | vítěz                             | poražený finalista                | výsledek                                 |
| ---------------------- | --------------------------------- | --------------------------------- | ---------------------------------------- |
| 1968                   | Rod Laver (AUS)                   | Tony Roche (AUS)                  | 6–3, 6–4, 6–2                            |
| 1969                   | Rod Laver (AUS)                   | John Newcombe (AUS)               | 6–4, 5–7, 6–4, 6–4                       |
| 1970                   | John Newcombe (AUS)               | Ken Rosewall (AUS)                | 5–7, 6–3, 6–2, 3–6, 6–1                  |
| 1971                   | John Newcombe (AUS)               | Stan Smith (USA)                  | 6–3, 5–7, 2–6, 6–4, 6–4                  |
| 1972                   | Stan Smith (USA)                  | Ilie Năstase (ROU)                | 4–6, 6–3, 6–3, 4–6, 7–5                  |
| 1973                   | Jan Kodeš (TCH)                   | Alex Metreveli (URS)              | 6–1, 9–8(7–5), 6–3                       |
| 1974                   | Jimmy Connors (USA)               | Ken Rosewall (AUS)                | 6–1, 6–1, 6–4                            |
| 1975                   | Arthur Ashe (USA)                 | Jimmy Connors (USA)               | 6–1, 6–1, 5–7, 6–4                       |
| 1976                   | Björn Borg (SWE)                  | Ilie Năstase (ROU)                | 6–4, 6–2, 9–7                            |
| 1977                   | Björn Borg (SWE)                  | Jimmy Connors (USA)               | 3–6, 6–2, 6–1, 5–7, 6–4                  |
| 1978                   | Björn Borg (SWE)                  | Jimmy Connors (USA)               | 6–2, 6–2, 6–3                            |
| 1979                   | Björn Borg (SWE)                  | Roscoe Tanner (USA)               | 6–7(4–7), 6–1, 3–6, 6–3, 6–4             |
| 1980                   | Björn Borg (SWE)                  | John McEnroe (USA)                | 1–6, 7–5, 6–3, 6–7(16–18), 8–6           |
| 1981                   | John McEnroe (USA)                | Björn Borg (SWE)                  | 4–6, 7–6(7–1), 7–6(7–4), 6–4             |
| 1982                   | Jimmy Connors (USA)               | John McEnroe (USA)                | 3–6, 6–3, 6–7(2–7), 7–6(7–5), 6–4        |
| 1983                   | John McEnroe (USA)                | Chris Lewis (NZL)                 | 6–2, 6–2, 6–2                            |
| 1984                   | John McEnroe (USA)                | Jimmy Connors (USA)               | 6–1, 6–1, 6–2                            |
| 1985                   | Boris Becker (FRG)                | Kevin Curren (USA)                | 6–3, 6–7(4–7), 7–6(7–3), 6–4             |
| 1986                   | Boris Becker (FRG)                | Ivan Lendl (TCH)                  | 6–4, 6–3, 7–5                            |
| 1987                   | Pat Cash (AUS)                    | Ivan Lendl (TCH)                  | 7–6(7–5), 6–2, 7–5                       |
| 1988                   | Stefan Edberg (SWE)               | Boris Becker (FRG)                | 4–6, 7–6(7–2), 6–4, 6–2                  |
| 1989                   | Boris Becker (FRG)                | Stefan Edberg (SWE)               | 6–0, 7–6(7–1), 6–4                       |
| 1990                   | Stefan Edberg (SWE)               | Boris Becker (FRG)                | 6–2, 6–2, 3–6, 3–6, 6–4                  |
| 1991                   | Michael Stich (GER)               | Boris Becker (GER)                | 6–4, 7–6(7–4), 6–4                       |
| 1992                   | Andre Agassi (USA)                | Goran Ivanišević (CRO)            | 6–7(8–10), 6–4, 6–4, 1–6, 6–4            |
| 1993                   | Pete Sampras (USA)                | Jim Courier (USA)                 | 7–6(7–3), 7–6(8–6), 3–6, 6–3             |
| 1994                   | Pete Sampras (USA)                | Goran Ivanišević (CRO)            | 7–6(7–2), 7–6(7–5), 6–0                  |
| 1995                   | Pete Sampras (USA)                | Boris Becker (GER)                | 6–7(5–7), 6–2, 6–4, 6–2                  |
| 1996                   | Richard Krajicek (NED)            | MaliVai Washington (USA)          | 6–3, 6–4, 6–3                            |
| 1997                   | Pete Sampras (USA)                | Cédric Pioline (FRA)              | 6–4, 6–2, 6–4                            |
| 1998                   | Pete Sampras (USA)                | Goran Ivanišević (CRO)            | 6–7(2–7), 7–6(11–9), 6–4, 3–6, 6–2       |
| 1999                   | Pete Sampras (USA)                | Andre Agassi (USA)                | 6–3, 6–4, 7–5                            |
| 2000                   | Pete Sampras (USA)                | Patrick Rafter (AUS)              | 6–7(10–12), 7–6(7–5), 6–4, 6–2           |
| 2001                   | Goran Ivanišević (CRO)            | Patrick Rafter (AUS)              | 6–3, 3–6, 6–3, 2–6, 9–7                  |
| 2002                   | Lleyton Hewitt (AUS)              | David Nalbandian (ARG)            | 6–1, 6–3, 6–2                            |
| 2003                   | Roger Federer (SUI)               | Mark Philippoussis (AUS)          | 7–6(7–5), 6–2, 7–6(7–3)                  |
| 2004                   | Roger Federer (SUI)               | Andy Roddick (USA)                | 4–6, 7–5, 7–6(7–3), 6–4                  |
| 2005                   | Roger Federer (SUI)               | Andy Roddick (USA)                | 6–2, 7–6(7–2), 6–4                       |
| 2006                   | Roger Federer (SUI)               | Rafael Nadal (ESP)                | 6–0, 7–6(7–5), 6–7(2–7), 6–3             |
| 2007                   | Roger Federer (SUI)               | Rafael Nadal (ESP)                | 7–6(9–7), 4–6, 7–6(7–3), 2–6, 6–2        |
| 2008                   | Rafael Nadal (ESP)                | Roger Federer (SUI)               | 6–4, 6–4, 6–7(5–7), 6–7(8–10), 9–7       |
| 2009                   | Roger Federer (SUI)               | Andy Roddick (USA)                | 5–7, 7–6(8–6), 7–6(7–5), 3–6, 16–14      |
| 2010                   | Rafael Nadal (ESP)                | Tomáš Berdych (CZE)               | 6–3, 7–5, 6–4                            |
| 2011                   | Novak Djoković (SRB)              | Rafael Nadal (ESP)                | 6–4, 6–1, 1–6, 6–3                       |
| 2012                   | Roger Federer (SUI)               | Andy Murray (GBR)                 | 4–6, 7–5, 6–3, 6–4                       |
| 2013                   | Andy Murray (GBR)                 | Novak Djoković (SRB)              | 6–4, 7–5, 6–4                            |
| 2014                   | Novak Djoković (SRB)              | Roger Federer (SUI)               | 6–7(7–9), 6–4, 7–6(7–4), 5–7, 6–4        |
| 2015                   | Novak Djoković (SRB)              | Roger Federer (SUI)               | 7–6(7–1), 6–7(10–12), 6–4, 6–3           |
| 2016                   | Andy Murray (GBR)                 | Milos Raonic (CAN)                | 6–4, 7–6(7–3), 7–6(7–2)                  |
| 2017                   | Roger Federer (SUI)               | Marin Čilić (CRO)                 | 6–3, 6–1, 6–4                            |
| 2018                   | Novak Djoković (SRB)              | Kevin Anderson (RSA)              | 6–2, 6–2, 7–6(7–3)                       |
| 2019                   | Novak Djoković (SRB)              | Roger Federer (SUI)               | 7–6(7–5), 1–6, 7–6(7–4), 4–6, 13–12(7–3) |
| 2020                   | nehráno kvůli pandemii koronaviru | nehráno kvůli pandemii koronaviru | nehráno kvůli pandemii koronaviru        |
| 2021                   | Novak Djoković (SRB)              | Matteo Berrettini (ITA)           | 6–7(4–7), 6–4, 6–4, 6–3                  |
| 2022                   | Novak Djoković (SRB)              | Nick Kyrgios (AUS)                | 4–6, 6–3, 6–4, 7–5(7–3)                  |
| 2023                   | Carlos Alcaraz (ESP)              | Novak Djoković (SRB)              | 1–6, 7–6(8–6), 6–1, 3–6, 6–4             |
| 2024                   | Carlos Alcaraz (ESP)              | Novak Djoković (SRB)              | 6–2, 6–2, 7–6(7–4)                       |
| 2025                   | Jannik Sinner (ITA)               | Carlos Alcaraz (ESP)              | 4–6, 6–4, 6–4, 6–4                       |

## Statistiky

### Vícenásobní vítězové

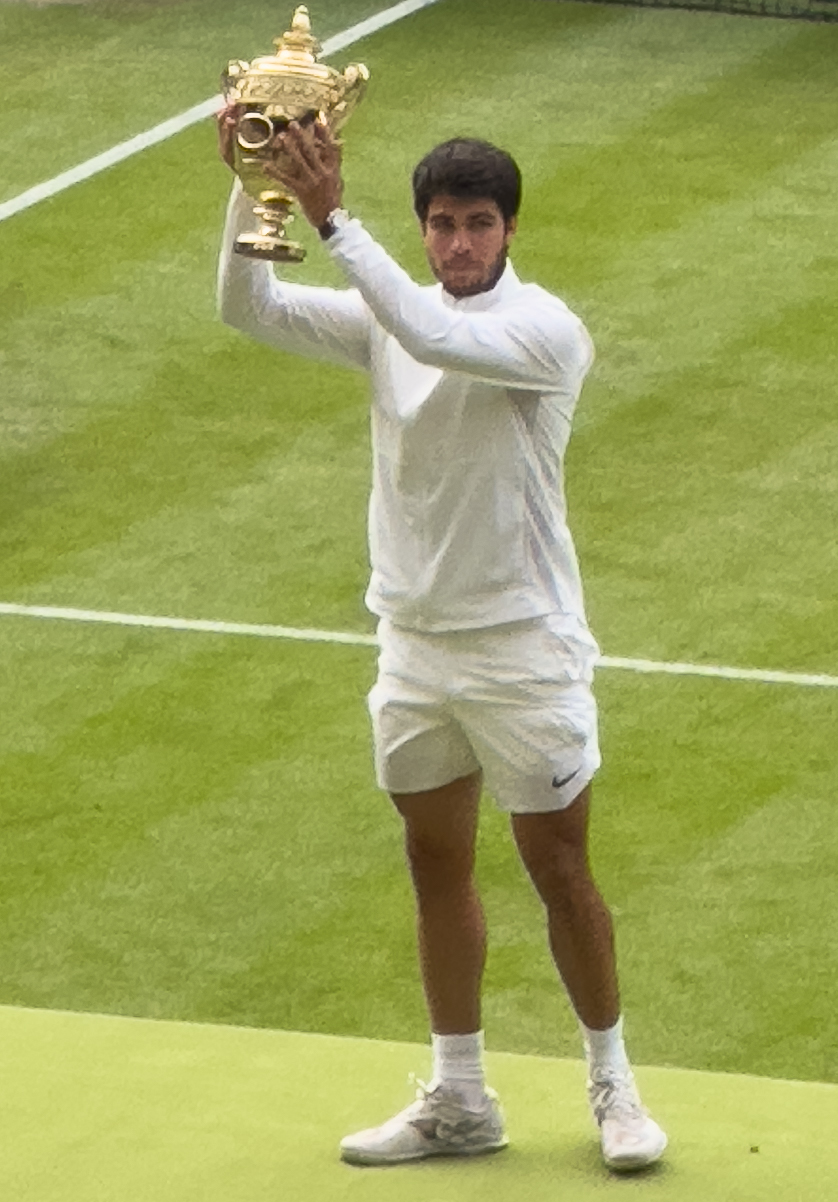
Carlos Alcaraz po zisku první tofeje, 2023

| Tenista                | éra       | éra  | éra     | roky vítězství                                 |
| Tenista                | amatérská | open | celkově | roky vítězství                                 |
| ---------------------- | --------- | ---- | ------- | ---------------------------------------------- |
| Roger Federer (SUI)    | 0         | 8    | 8       | 2003, 2004, 2005, 2006, 2007, 2009, 2012, 2017 |
| William Renshaw (BRI)  | 7         | 0    | 7       | 1881, 1882, 1883, 1884, 1885, 1886, 1889       |
| Pete Sampras (USA)     | 0         | 7    | 7       | 1993, 1994, 1995, 1997, 1998, 1999, 2000       |
| Novak Djoković (SRB)   | 0         | 7    | 7       | 2011, 2014, 2015, 2018, 2019, 2021, 2022       |
| Laurence Doherty (BRI) | 5         | 0    | 5       | 1902, 1903, 1904, 1905, 1906                   |
| Björn Borg (SWE)       | 0         | 5    | 5       | 1976, 1977, 1978, 1979, 1980                   |
| Reginald Doherty (BRI) | 4         | 0    | 4       | 1897, 1898, 1899, 1900                         |
| Anthony Wilding (NZL)  | 4         | 0    | 4       | 1910, 1911, 1912, 1913                         |
| Rod Laver (AUS)        | 2         | 2    | 4       | 1961, 1962, 1968, 1969                         |
| Wilfred Baddeley (BRI) | 3         | 0    | 3       | 1891, 1892, 1895                               |
| Arthur Gore (BRI)      | 3         | 0    | 3       | 1901, 1908, 1909                               |
| Bill Tilden (USA)      | 3         | 0    | 3       | 1920, 1921, 1930                               |
| Fred Perry (GBR)       | 3         | 0    | 3       | 1934, 1935, 1936                               |
| John Newcombe (AUS)    | 1         | 2    | 3       | 1967, 1970, 1971                               |
| John McEnroe (USA)     | 0         | 3    | 3       | 1981, 1983, 1984                               |
| Boris Becker (GER)     | 0         | 3    | 3       | 1985, 1986, 1989                               |
| John Hartley (BRI)     | 2         | 0    | 2       | 1879, 1880                                     |
| Joshua Pim (BRI)       | 2         | 0    | 2       | 1893, 1894                                     |
| Norman Brookes (AUS)   | 2         | 0    | 2       | 1907, 1914                                     |
| Gerald Patterson (AUS) | 2         | 0    | 2       | 1919, 1922                                     |
| Jean Borotra (FRA)     | 2         | 0    | 2       | 1924, 1926                                     |
| René Lacoste (FRA)     | 2         | 0    | 2       | 1925, 1928                                     |
| Henri Cochet (FRA)     | 2         | 0    | 2       | 1927, 1929                                     |
| Don Budge (USA)        | 2         | 0    | 2       | 1937, 1938                                     |
| Lew Hoad (AUS)         | 2         | 0    | 2       | 1956, 1957                                     |
| Roy Emerson (AUS)      | 2         | 0    | 2       | 1964, 1965                                     |
| Jimmy Connors (USA)    | 0         | 2    | 2       | 1974, 1982                                     |
| Stefan Edberg (SWE)    | 0         | 2    | 2       | 1988, 1990                                     |
| Rafael Nadal (ESP)     | 0         | 2    | 2       | 2008, 2010                                     |
| Andy Murray (GBR)      | 0         | 2    | 2       | 2013, 2016                                     |
| Carlos Alcaraz (ESP)   | 0         | 2    | 2       | 2023, 2024                                     |

### Vítězové podle státu

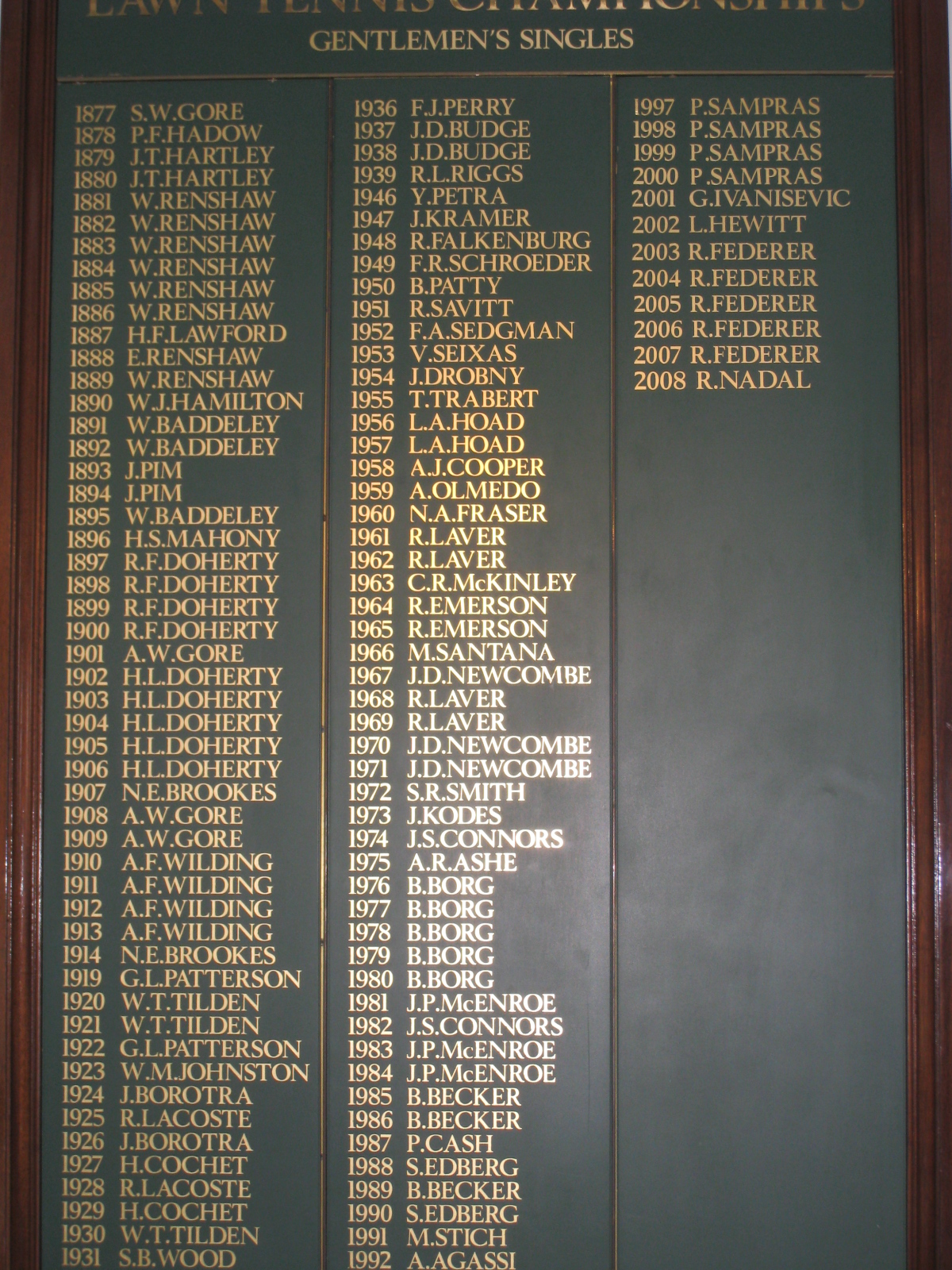
Tabule vítězů dvouhry k roku 2008 v atriu Centre Courtu

| Stát                   | éra       | éra  | éra     | titul | titul    |
| Stát                   | amatérská | open | celkově | první | poslední |
| ---------------------- | --------- | ---- | ------- | ----- | -------- |
| Spojené království     | 35        | 2    | 37      | 1877  | 2016     |
| Spojené státy americké | 18        | 15   | 33      | 1920  | 2000     |
| Austrálie              | 15        | 6    | 21      | 1907  | 2002     |
| Švýcarsko              | 0         | 8    | 8       | 2003  | 2017     |
| Francie                | 7         | 0    | 7       | 1924  | 1946     |
| Švédsko                | 0         | 7    | 7       | 1976  | 1990     |
| Srbsko                 | 0         | 7    | 7       | 2011  | 2022     |
| Španělsko              | 1         | 4    | 5       | 1966  | 2024     |
| Německo                | 0         | 4    | 4       | 1985  | 1991     |
| Nový Zéland            | 4         | 0    | 4       | 1910  | 1913     |
| Chorvatsko             | 0         | 1    | 1       | 2001  | 2001     |
| Československo         | 0         | 1    | 1       | 1973  | 1973     |
| Egypt                  | 1         | 0    | 1       | 1954  | 1954     |
| Itálie                 | 0         | 1    | 1       | 2025  | 2025     |
| Nizozemsko             | 0         | 1    | 1       | 1996  | 1996     |